# Dirk Bauermann
Dirk Bauermann, (nacido el 10 de diciembre de 1957 en Oberhausen, Alemania)  es un entrenador de baloncesto alemán. Actualmente es entrenador de la Selección de baloncesto de Túnez.

## Trayectoria
- Universidad de Fresno State (Asist.) (1986-1988)
- Bayer Leverkusen (Asist.) (1988-1989)
- Bayer Leverkusen  (1989-1998)
- Alemania (1994)
- BC Oostende (1998-1999)
- Apollon Patras (1999-2000)
- Brandt Hagen (2000-2001)
- AO Dafni (2001)
- Brose Baskets (2001-2008)
- Alemania (2003-2012)
- Bayer Munich (2010-2012)
- Polonia (2012-2014)
- BC Krasny Oktyabr (2014)
- Irán (2015-2017)
- s.Oliver Baskets (2017-2018)
- Sichuan Blue Whales (2018-2019)
- Pınar Karşıyaka (2019-2020)
- Túnez (2020-Actualmente)

## Palmarés
- Con el Bayer Leverkusen:

Liga de Alemania (7): 1990, 1991, 1992, 1993, 1994, 1995, 1996
Copa de Alemania (4): 1990, 1991, 1993, 1995
Entrenador del Año de la Basketball Bundesliga (2): 1990, 1991
- Con el Brose Baskets:

Liga de Alemania (2): 2005, 2007
Entrenador del Año de la Basketball Bundesliga (2): 2003, 2004